# John Gordon MacWilliam
Pour les articles homonymes, voir MacWilliam.
John Gordon MacWilliam, né le 20 novembre 1948 à Wimbledon dans la banlieue de Londres en Angleterre, est un évêque catholique britannique, père blanc et évêque de Laghouat en Algérie 2017 à 2025.

## Biographie

### Carrière militaire
John Gordon MacWilliam suit une formation d'officier à l'Académie royale militaire de Sandhurst, en Angleterre. Le 20 décembre 1968, il intègre le Queen's Regiment (en) en tant que second lieutenant. Il est promu lieutenant le 20 juin 1970 et capitaine le 20 décembre 1974. Après le Staff College, Camberley (en), il est promu major le 30 septembre 1981. Il quitte l'armée britannique le 21 août 1984.

### Carrière ecclésiastique
Après avoir quitté l'armée britannique, John Gordon MacWilliam rejoint les Missionnaires d'Afrique, société catholique de vie apostolique, connue aussi sous le nom de Pères blancs, fondée par le cardinal Lavigerie.  De 1984 à 1986, il étudie la philosophie au Society's Missionary Institute à Londres. Il est à Fribourg, en Suisse, en 1986 et 1987, puis passe deux ans de formation au Maghreb. De 1989 à 1992, il étudie la théologie à Londres.
En décembre 1991, il prononce ses vœux devenant ainsi membre des Missionnaires d'Afrique (M. Afr.) Il est ordonné diacre en décembre 1991 et prêtre le 4 juillet 1992. Il poursuit ensuite ses études, étudiant l'islam à Institut pontifical d’études arabes et d'islamologie de Rome entre 1992 et 1995.
En 1994, quatre membres de la mission du Père Blanc à Tizi Ouzou, en Algérie, sont assassinés dans leur maison. En 1995, il se porte volontaire pour rouvrir la mission de Tizi Ouzou. Il sert en Algérie de 1995 à 2008, période de guerre civile pendant laquelle la violence contre les chrétiens augmente. Il travaille ensuite en Tunisie. Il est élu supérieur provincial des Pères blancs pour l'Afrique du Nord (couvrant l'Algérie et la Tunisie) en 2015.
Nommé évêque de Laghouat en Algérie le 16 mars 2017, il est consacré le 20 mai suivant en Angleterre à Worth Abbey (Turners Hill) dans le West Sussex par Michael Fitzgerald M.Afr. assisté de Claude Rault M.Afr. et Ilario Antoniazzi, archevêque de Tunis.
Le 25 janvier 2025, le pape François accepte sa démission pour raison d'âge.